# Ястребенецкий, Александр Григорьевич
Александр Григорьевич Ястребенецкий (род. 26 июля 1956 года, Ленинград, РСФСР, СССР) — российский художник, академик Российской академии художеств (2010), заслуженный художник РФ (2016).

## Биография
Родился 26 июля 1956 года в Ленинграде, живёт и работает в Москве.
Выпускник Ленинградской средней художественной школы, в 1980 году — окончил Институт живописи, скульптуры и архитектуры имени И. Е. Репина, класс Г. Д. Епифанова.
В 1979 году был стипендиатом шотландского Совета по искусству и проходил стажировку в Glasgow Print Studio (Глазго, Великобритания).
С 1984 года был стипендиатом Союза художников СССР.
С 1985 года — член Союза художников СССР, России
В 2009 году — избран членом-корреспондентом, в 2010 году — академиком Российской академии художеств от Отделения графики. С 2011 года — член Президиума РАХ, вице-президент РАХ.
С 2010 по 2014 годы — директор Московского академического художественного лицея.
Главный художник архитектурного бюро «Столица и Усадьба».

## Творческая деятельность
Основные произведения: «Лодки», серия «Конец сезона», «Ночной полет», «Санкт-Петербург. Серебряный век», «Собор и башня», «Теплый вечер», «Нева. Ледоход», «Раскопки на юге пустыни», «Иллюстрации к краткому курсу палеонтологии», «Британский музей», циклы «Археология», «Четыре стихии».
Произведения находятся в частных и государственных коллекциях в России и за рубежом.

## Награды
- Заслуженный художник Российской Федерации (28 июня 2016) — за большие заслуги в развитии отечественной культуры и искусства, многолетнюю плодотворную деятельность